# Diller Scofidio + Renfro

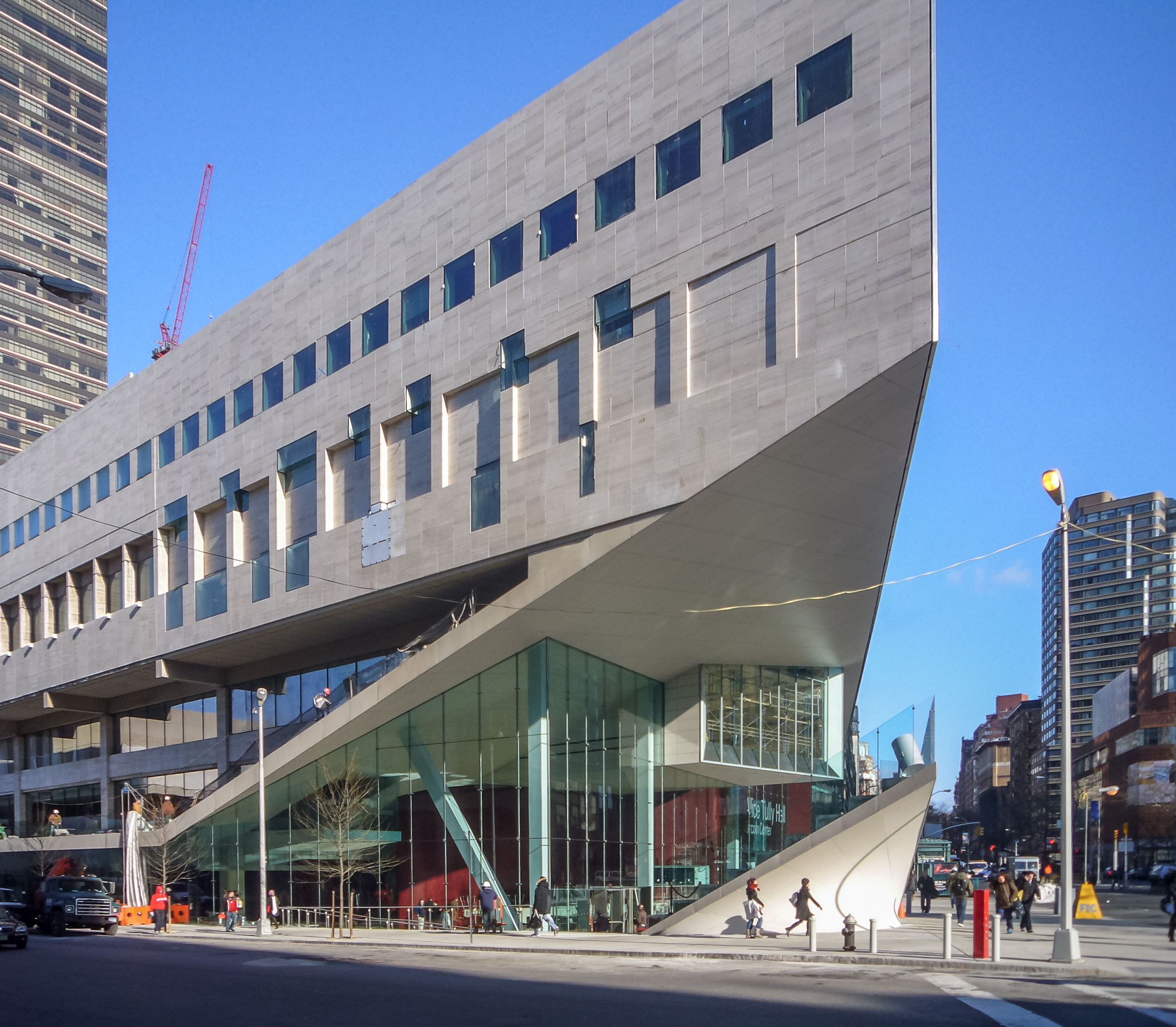
Juilliard School, Alice Tully Hall i New York

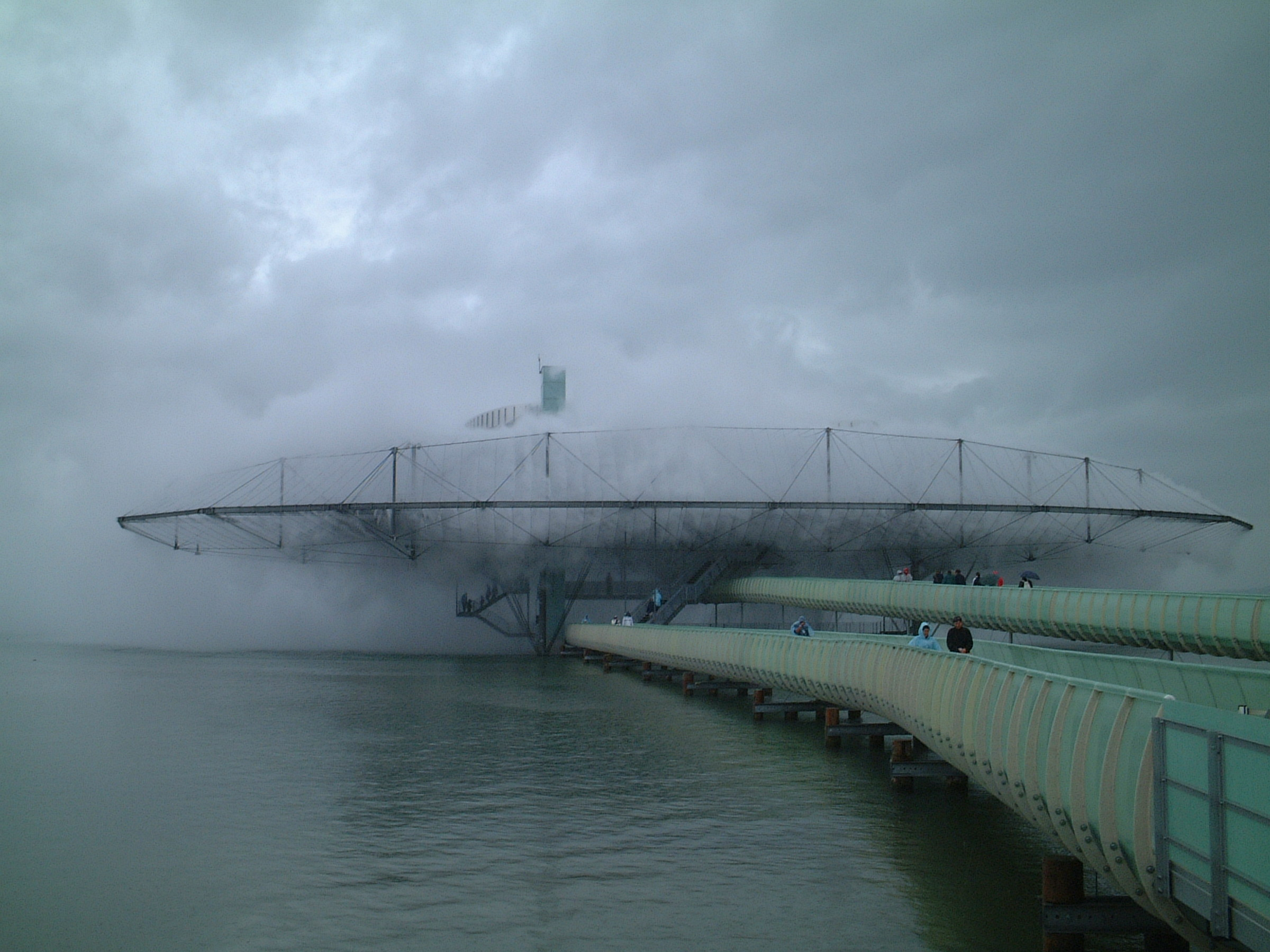
Blur Building på Expo.02 inYverdon i Schweiz

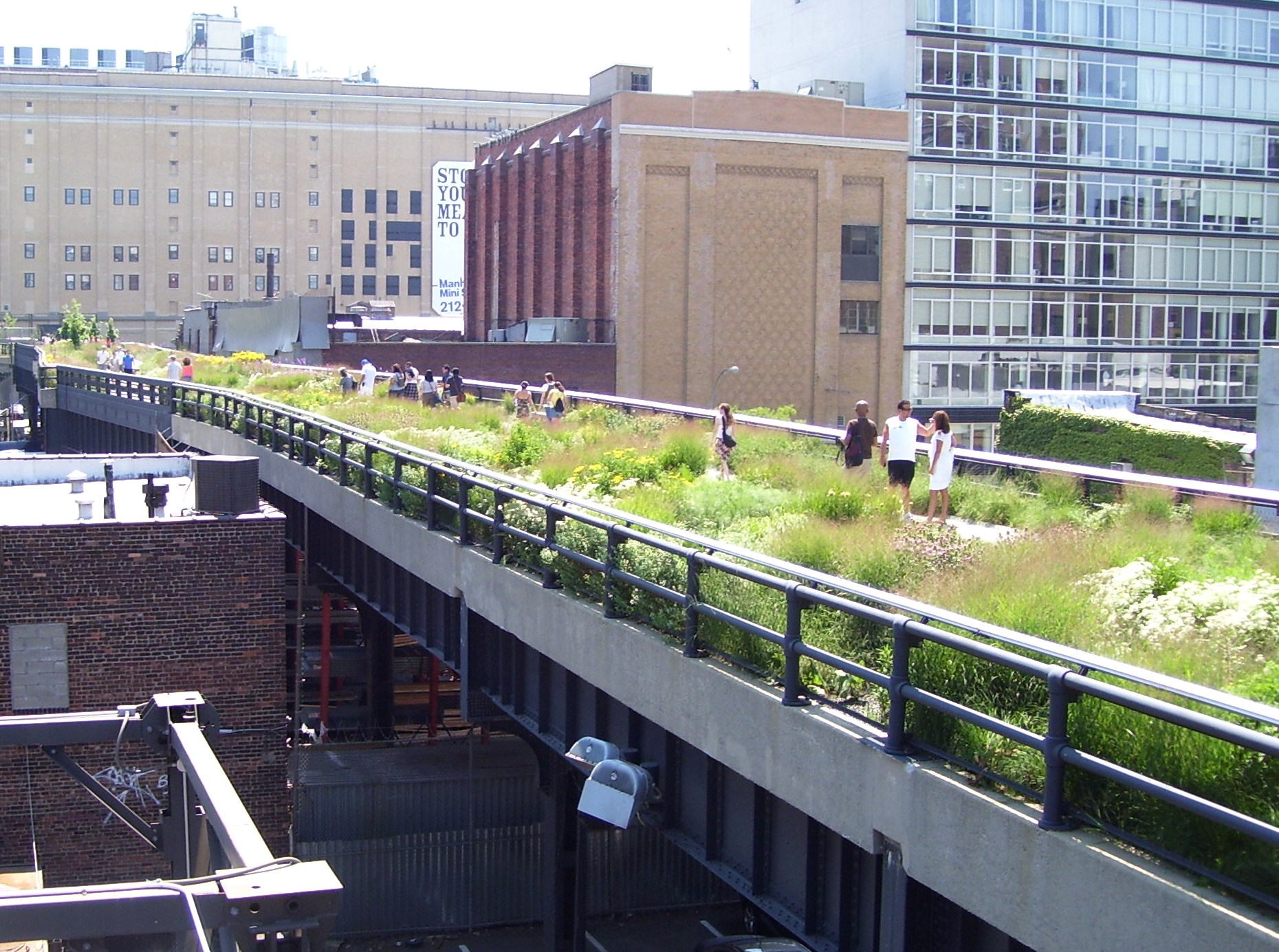
High Line i New York

Diller Scofidio + Renfro är en amerikansk arktitekt- och formgivningsbyrå, som också arbetar med konstinstallationer och performancekonst.
Diller Scofidio + Renfro grundades 1979 som Diller + Scofidio av Elizabeth Diller och Ricardo Scofidio. Charles Renfro anslöt 1997 och blev 2004 den tredje partnern i byrån.

## Byggnader i urval
- Ombyggnader av Lincoln Center for the Performing Arts i New York
- High Line i New York
- Brasserie Restaurant, Seagram Building i New York, 2000
- Blur Building, en paviljong till Expo.02 i Yverdon-les-Bains i Schweiz, 2002
- Slither, bostadsområde i Gifu i Japan, 2003
- Institute of Contemporary Art, 2006, i Boston
- Perry and Marty Granoff Creative Arts Center på Brown University i Providence, Rhode Island, 2011